# Ломовка (Тамбовская область)
Ломовка — село в Инжавинском районе Тамбовской области России. Входит в Марьевский сельсовет.

## География
Находится у реки Становая, запруженная на окраине села (Ломовский пруд). Примерно в 700 метрах находится посёлок Тишениновка.

## История
До 2010 года село являлось административным центром Ломовского сельсовета, упразднённого затем в пользу Марьевского сельсовета.

## Население
| 2002 | 2010 |
| ---- | ---- |
| 324  | ↘258 |

## Инфраструктура
Общеобразовательная школа. В школьном здании находится Дом культуры и фельдшерско-акушерский пункт.

## Транспорт
Остановка общественного транспорта «Школа».